# Love Somebody Today
Love Somebody Today è un album del gruppo musicale statunitense Sister Sledge, pubblicato dall'etichetta discografica Cotillion nel 1980.
L'album è interamente prodotto, composto e arrangiato da Nile Rodgers e Bernard Edwards.
L'uscita del disco viene anticipata l'anno prima dal singolo Got to love somebody, a cui fanno seguito altri tre nel 1980: Reach Your Peak, Let's Go on Vacation, Easy Street.

## Tracce

### Lato A
1. Got to Love Somebody - 6:53
2. You Fooled Around - 4:28
3. I'm a Good Girl - 4:11
4. Easy Street - 4:34

### Lato B
1. Reach Your Peak - 4:55
2. Pretty Baby - 4:03
3. How to Love - 4:32
4. Let's Go on Vacation - 5:08